# Người Paiwan

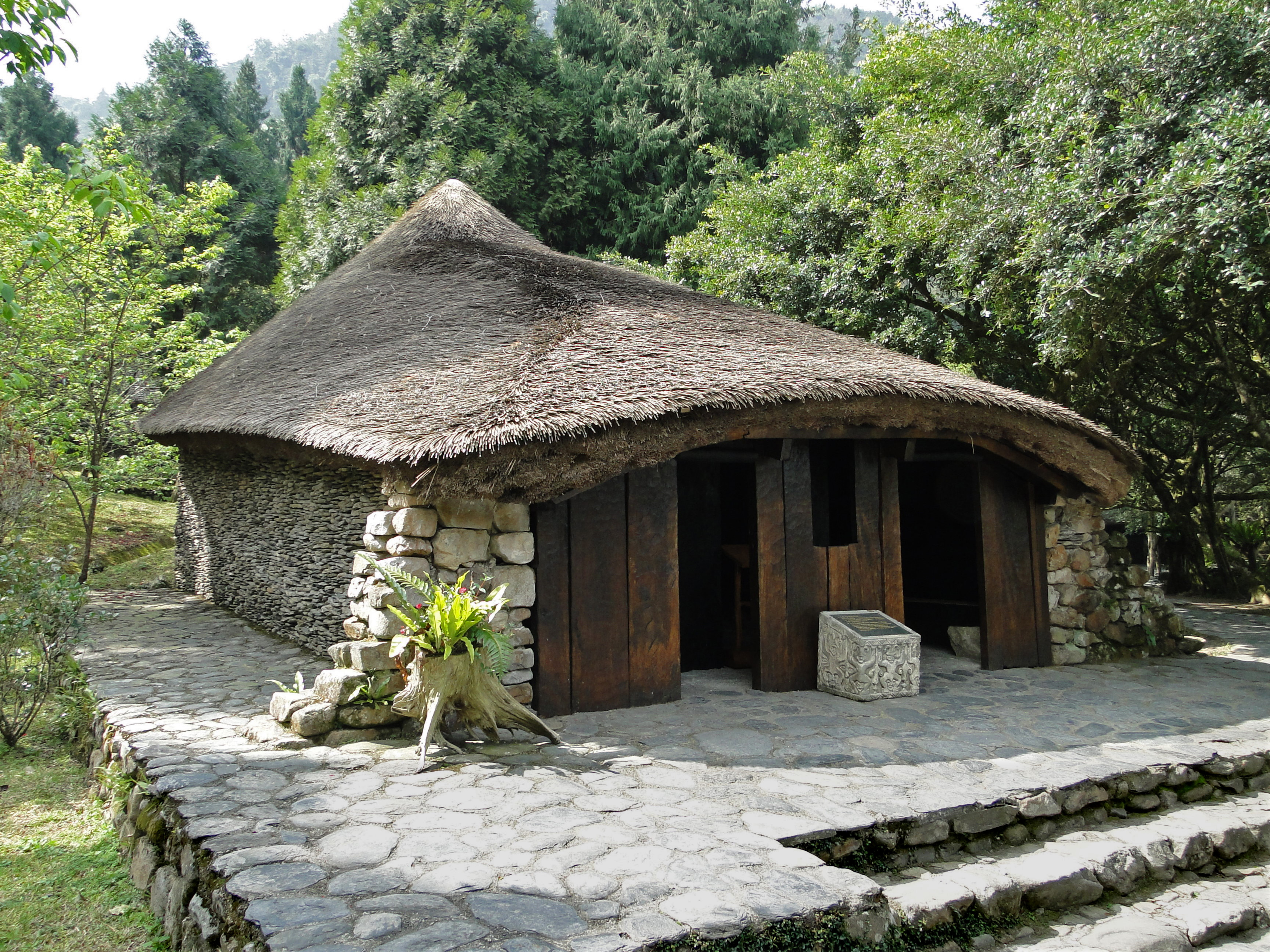
Nhà truyền thống của người Paiwan

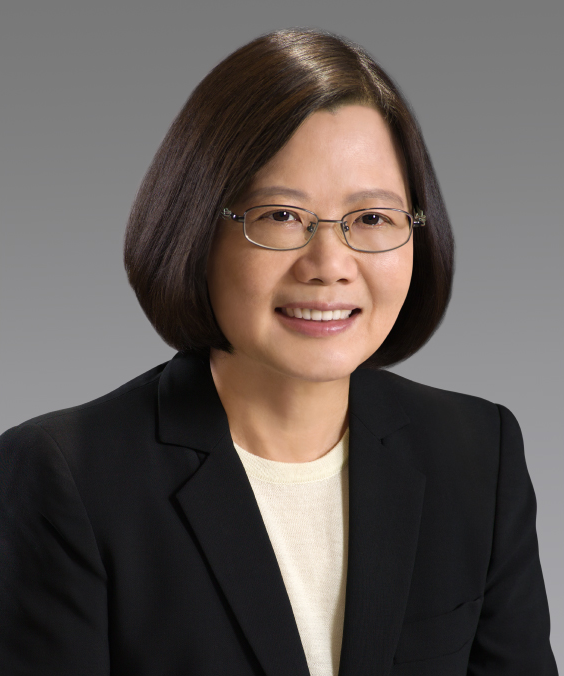
Thái Anh Văn, Tổng thống Trung Hoa Dân quốc từ 2016.

Người Paiwan (tiếng Trung: 排灣; Hán-Việt: Bài Loan; bính âm: Páiwān; Bạch thoại tự: Pâi-oan) là một bộ tộc thổ dân Đài Loan. Họ nói ngôn ngữ bản địa là tiếng Paiwan, một ngôn ngữ thuộc nhóm ngôn ngữ Đài Loan (nhóm Formosa) của ngữ hệ Nam Đảo (Austronesia). Năm 2008 dân số của người Paiwan là 87.709 người. Dân tộc này chiếm khoảng 17,7% tổng dân số thổ dân Đài Loan, và là bộ tộc đông dân thứ ba vào năm 2000, sau người Amis và Atayal . Năm 2014 dân số người Paiwan có 96.334 người, năm 2016 có 97.903 người .